# Fieseler Fi 157
Fieseler Fi 157 là một mẫu máy bay không người lái phòng không được điều khiển bằng sóng vô tuyến, nó có kích thước bằng một chiếc máy bay cỡ nhỏ.

## Phát triển
Năm 1937, Bộ hàng không Đế chế Đức (RLM) ký hợp đồng với Fieseler để sản xuất một mẫu máy bay không người lái phòng không điều khiển bằng vô tuyến. Kết quả là Fi 157, nó có cánh đặt thấp, làm phần lớn bằng gỗ và sẽ được phóng đi nhờ một máy bay ném bom. Cả ba mẫu thử đều gặp tai nạn khi thử nhgieme; một phiên bản có người điều khiển có tên định danh là Fi 158 đã được chế tạo phục vụ nghiên cứu dẫn hướng từ xa.

## Tính năng kỹ chiến thuật (Fieseler Fi 157)

### Đặc điểm riêng
- Chiều dài: 6,6 m (22 ft)
- Sải cánh: 7,0 m (23 ft)
- Chiều cao: 1,7 m (6 ft)
- Trọng lượng rỗng: 494 kg (1,090 lb)
- Trọng lượng có tải: 646 kg (1,420 lb)
- Động cơ: 1 động cơ Hirth HM 506A, công suất 160 hp (120 kW)

### Hiệu suất bay
- Vận tốc cực đại: 350 km/h (190 knot, 220 mph)
- Vận tốc hành trình: 300 km/h (160 knot, 190 mph)
- Tầm bay: 370 km (200 nm, 230 mi)